# عجلة الحظ

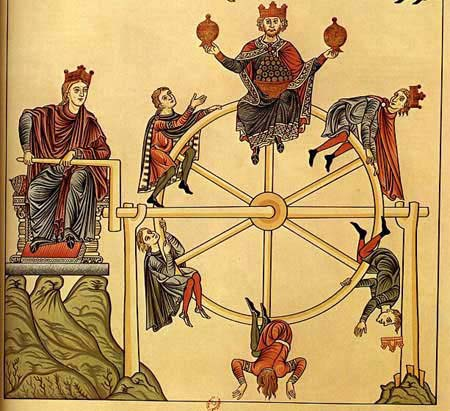
فورتونا تدير عجلة القدر.

عجلة القدر (باللاتينية: Rota Fortunae) هي مفهوم انتشر في الفلسفة القديمة وفلسفة العصور الوسطى للإشارة إلى الطبيعة المتقلبة للقدر. تُنسب العجلة إلى الإلهة فورتونا، التي تدير العجلة بعشوائية، فتتبدل أوضاع هؤلاء الأفراد الذين على تلك العجلة. تظهر فورتونا في كل اللوحات التي توضح عجلة الحظ كامرأة، معصوبة العينين أحيانًا.